# Melanthia infuscata
Melanthia infuscata är en fjärilsart som beskrevs av Louis Beethoven Prout 1914. Melanthia infuscata ingår i släktet Melanthia och familjen mätare. Inga underarter finns listade i Catalogue of Life.